# گل‌آباد (سرآب)
گل‌آباد یا منکرآباد روستایی در دهستان ابرغان بخش مرکزی شهرستان سرآب استان آذربایجان شرقی ایران است.

## جمعیت
بر پایه سرشماری عمومی نفوس و مسکن در سال ۱۳۹۵ جمعیت این روستا ۳۳۹ نفر (۸۹ خانوار) بوده‌است.